# Eleutheronema tridactylum
Eleutheronema tridactylum és una espècie de peix pertanyent a la família dels polinèmids.

## Descripció
- Pot arribar a fer 25 cm de llargària màxima.
- 9 espines i 13-14 radis tous a l'aleta dorsal i 3 espines i 14-15 radis tous a l'anal.
- 3 filaments pectorals.
- Aletes de color marró.[6][7][8]

## Hàbitat
És un peix d'aigua marina i salabrosa, pelàgic-nerític i de clima tropical (14°N-8°S, 97°E-130°E).

## Distribució geogràfica
Es troba al Pacífic occidental: Tailàndia, Malàisia i l'oest d'Indonèsia.

## Observacions
És inofensiu per als humans.